# لوئی فینو

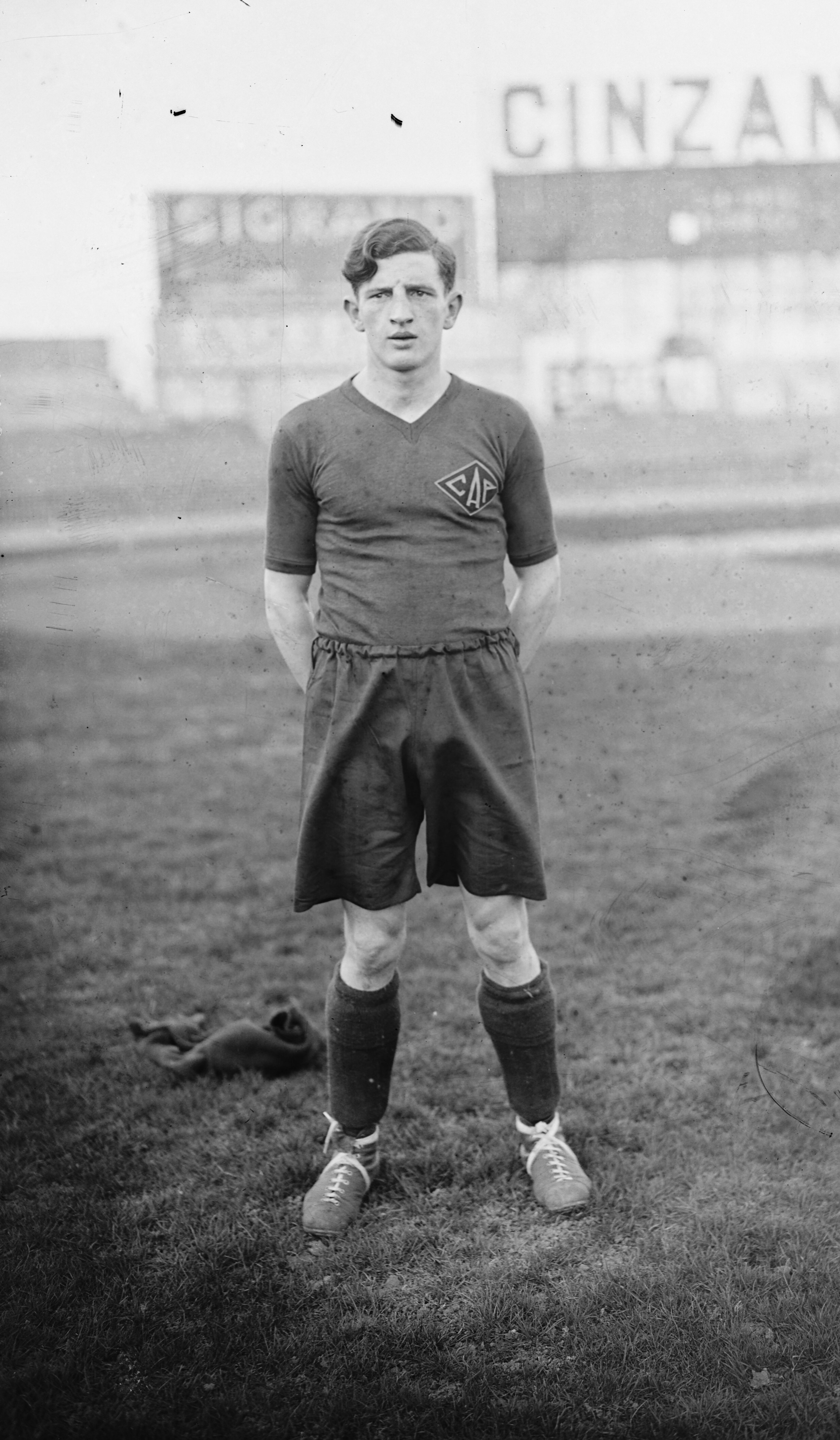
لوئی فینو - ۱۹۳۰

لوئی فینو (فرانسوی: Louis Finot‎; ۸ ژوئیهٔ ۱۹۰۹ – ۱۴ فوریهٔ ۱۹۹۶) بازیکن فوتبال اهل فرانسه بود.
از باشگاه‌هایی که در آن بازی کرده‌است می‌توان به باشگاه فوتبال استاد رنس، باشگاه فوتبال رن، باشگاه فوتبال آمیان، باشگاه فوتبال سوشو و باشگاه فوتبال نیس اشاره کرد.